# Shot to Hell
Shot To Hell – siódmy album studyjny amerykańskiego zespołu heavymetalowego Black Label Society. Wydawnictwo ukazało się 12 września 2006 roku nakładem wytwórni muzycznej Roadrunner Records. Nagrania dotarły do 21. miejsca zestawienia Billboard 200 w Stanach Zjednoczonych sprzedając się w nakładzie 32. tys. egzemplarzy w przeciągu tygodnia od dnia premiery.

## Lista utworów
Opracowano na podstawie materiału źródłowego.
1. Concrete Jungle – 3:24
2. Black Mass Reverends – 2:36
3. Blacked Out World – 3:16
4. The Last Goodbye – 4:04
5. Give Yourself To Me – 3:18
6. Nothing's The Same – 3:01
7. Hell Is High – 3:32
8. New Religion – 4:36
9. Sick Of It All – 3:55
10. Faith Is Blind – 3:36
11. Blood Is Thicker Than Water – 2:58
12. Devil's Dime – 2:15
13. Lead Me To Your Door – 3:33

## Twórcy
Opracowano na podstawie materiału źródłowego.

- Zakk Wylde – wokal, gitara, pianino, produkcja
- John DeServio – gitara basowa
- Craig Nunenmacher – perkusja
- Nick Catanese – gitara
- Neil Zlozower – zdjęcia
- Ted Jensen – mastering
- Randy Staub – miksowanie
- David Allen – inżynieria dźwięku, koprodukcja
- Barry Conley – inżynieria dźwięku, koprodukcja
- Michael Beinhorn – producent wykonawczy
- Rob (RA) Arvizu – okładka, oprawa graficzna